# Mellrichstadt
Mellrichstadt település Németországban, azon belül Bajorországban. Lakosainak száma 5599 fő (2023. december 31.). Mellrichstadt Stockheim, Willmars és Ostheim vor der Rhön községekkel határos.

## Népesség
A település népessége az elmúlt években az alábbi módon változott:
| Lakosok száma | 1904 | 3582 | 5482 | 5968 | 5625 | 5560 | 5667 | 5618 | 5515 | 5599 |
|               | 1875 | 1950 | 1975 | 1987 | 2012 | 2014 | 2016 | 2017 | 2021 | 2023 |